# 费尔蒙酒店集团
费尔蒙酒店及度假村（英語：Fairmont Hotels & Resorts）是一个加拿大连锁酒店，雅高酒店集团旗下品牌。

## 历史
由1880年代末创建的加拿大太平洋鐵路（CP）附属的加拿大太平洋酒店和1907年创建的费尔蒙酒店于2001年合并而成，在24个国家地区经营着75家酒店。在加拿大和美国分布最多。2018年被雅高酒店集团收购。

## 在中国
在中国有八家分店，分别是北京华彬费尔蒙酒店，和平饭店 (上海)，阳澄湖费尔蒙酒店，南京金奥费尔蒙酒店，武汉泛海费尔蒙酒店，成都棕榈泉费尔蒙酒店，贵阳费尔蒙酒店，三亚海棠湾开维费尔蒙酒店。